# Elezioni politiche a San Marino del 1959
Le elezioni politiche a San Marino del 1959 si tennero il 13 settembre per il rinnovo del Consiglio Grande e Generale; facevano seguito ai Fatti di Rovereta, verificatisi nel 1957.

## Sistema elettorale
Sono elettori i cittadini sammarinesi maschi maggiori di 24 anni (suffragio universale maschile).

## Risultati
| Partito Democratico Cristiano Sammarinese               | 2 815 | 44,26 | 27 |  |  |  |
| Partito Comunista Sammarinese                           | 1 653 | 25,99 | 16 |  |  |  |
| Partito Socialista Democratico Indipendente Sammarinese | 1 014 | 15,94 | 9  |  |  |  |
| Partito Socialista Sammarinese                          | 878   | 13,81 | 8  |  |  |  |
| Totale                                                  | 6 360 | 100   | 60 |  |  |  |
|                                                         |       |       |    |  |  |  |
| Voti non validi                                         | 83    | 1,29  |    |  |  |  |
| Votanti                                                 | 6 443 | 85,75 |    |  |  |  |
| Elettori                                                | 7 514 |       |    |  |  |  |

La maggioranza viene costituita da PDCS e PSDIS.